# 卡拉琴齊夫
49°22′56″N 36°7′50″E / 49.38222°N 36.13056°E
卡拉琴齊夫（烏克蘭語：Караченців）是位於烏克蘭東部的村莊，由哈爾科夫州洛佐瓦區的五一城市鎮負責管轄。該村始建於1928年，面積0.54平方公里，海拔高度177米，2001年人口130，人口密度每平方公里241.6人。